# نبرد رزباخ
نبرد رزباخ (انگلیسی: Battle of Rossbach)، نبردی است در سال ۱۷۵۷ بین نیروهای متحد فرانسه و امپراتوری مقدس روم در برابر پروس که در منطقه رزباخ واقع در قلمرو ساکسونی به وقوع پیوست. سرانجام این جنگ با پیروزی پروسی‌ها به اتمام رسید.

## نگارخانه

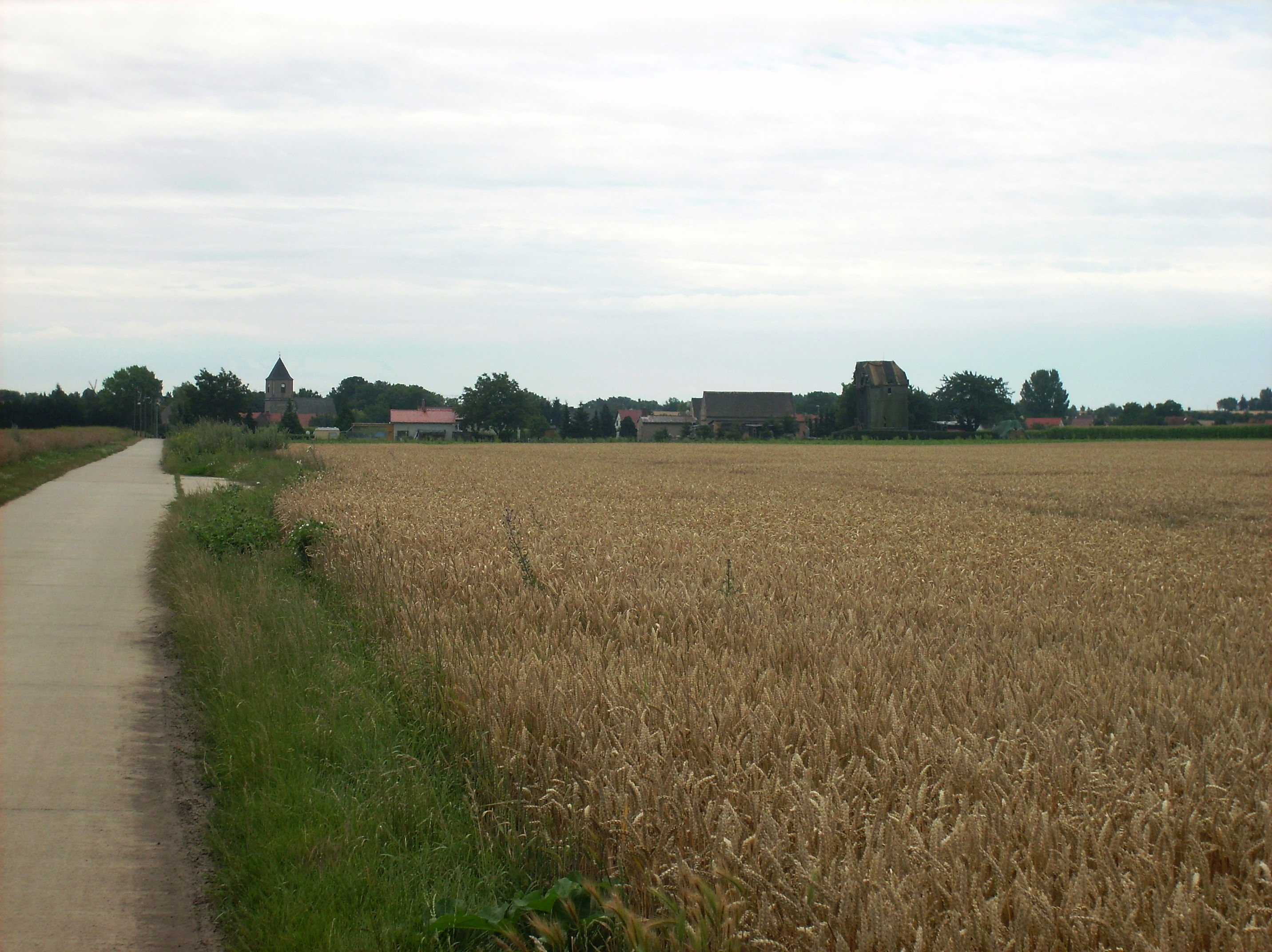
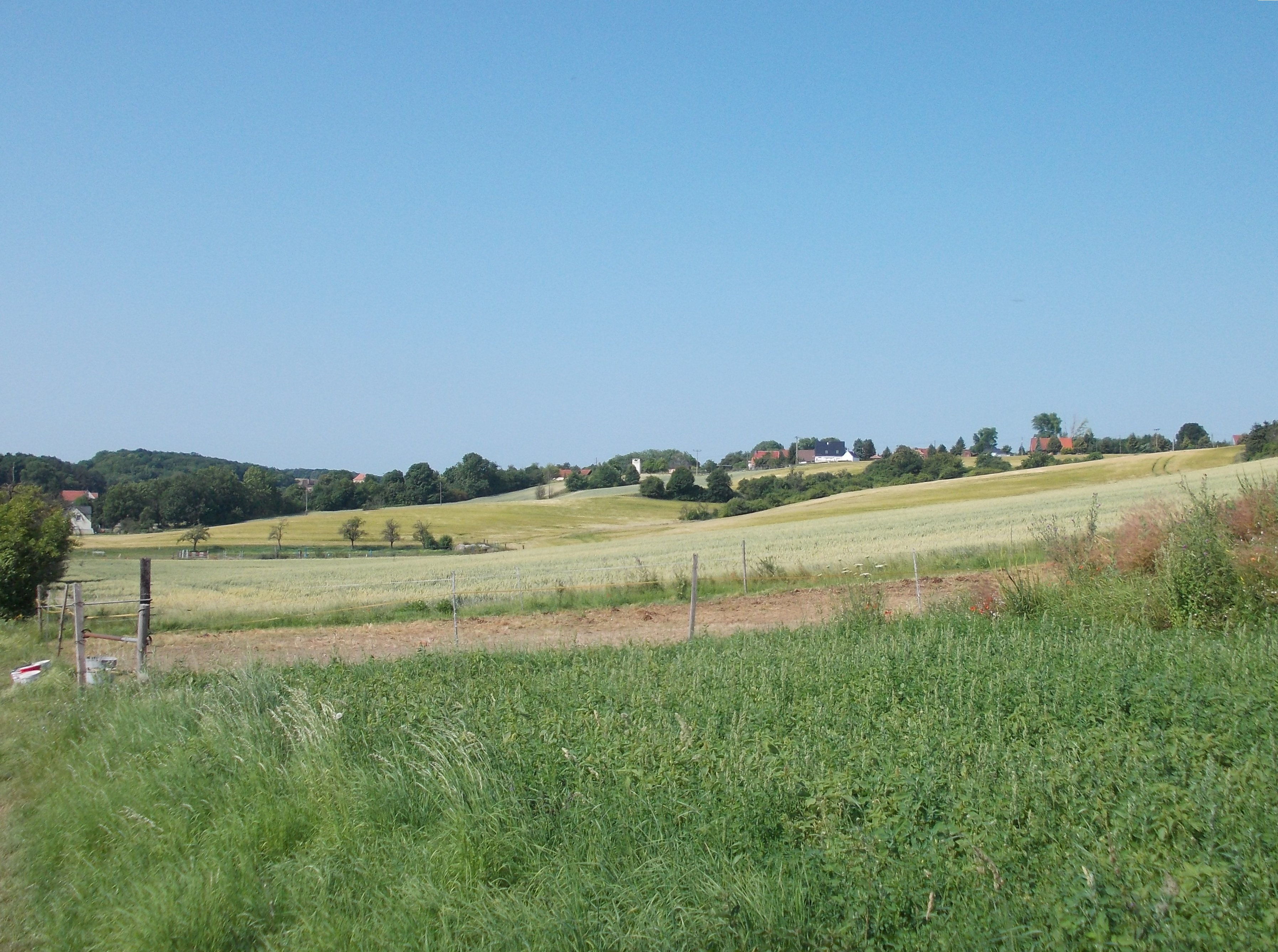
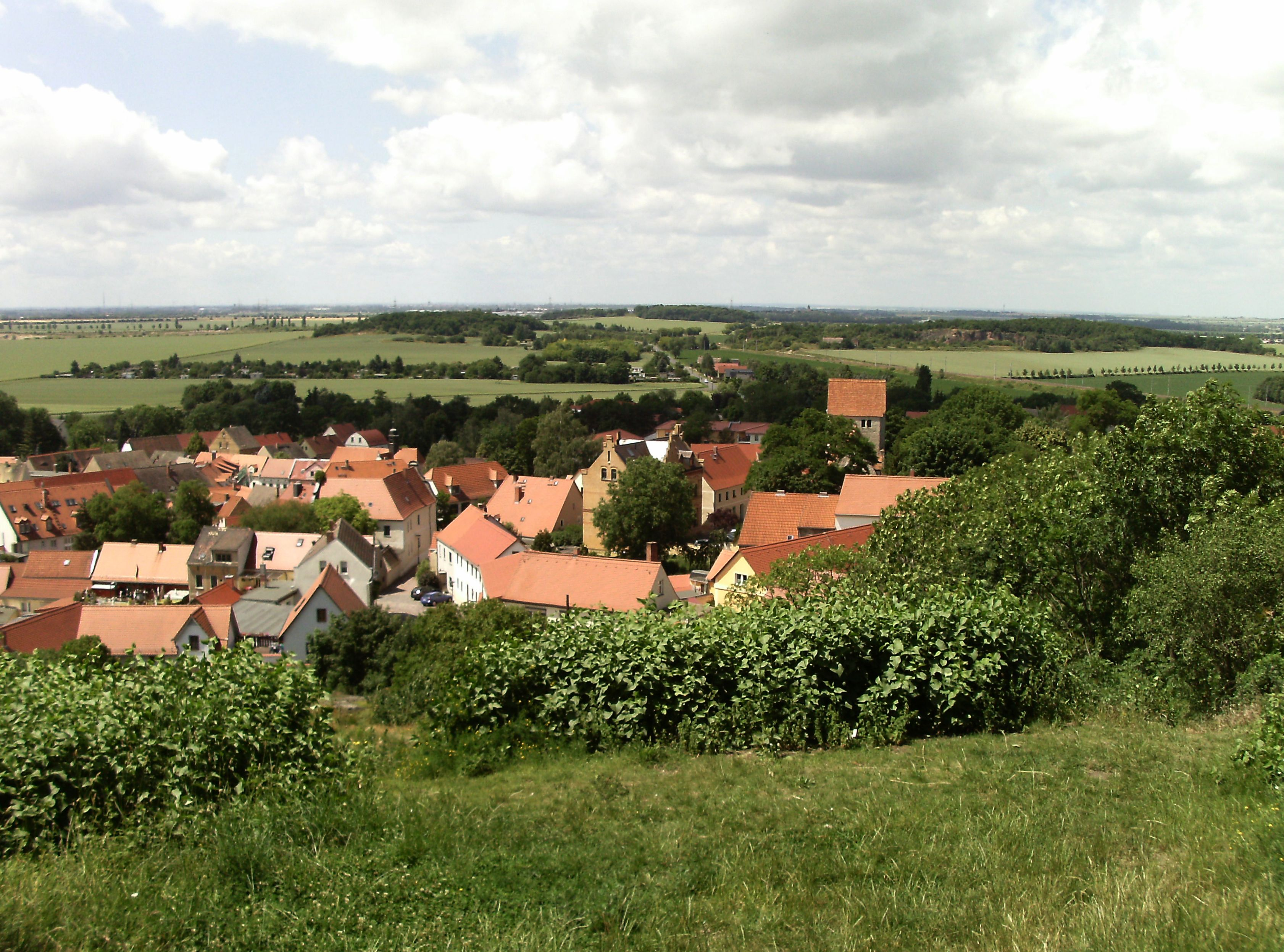
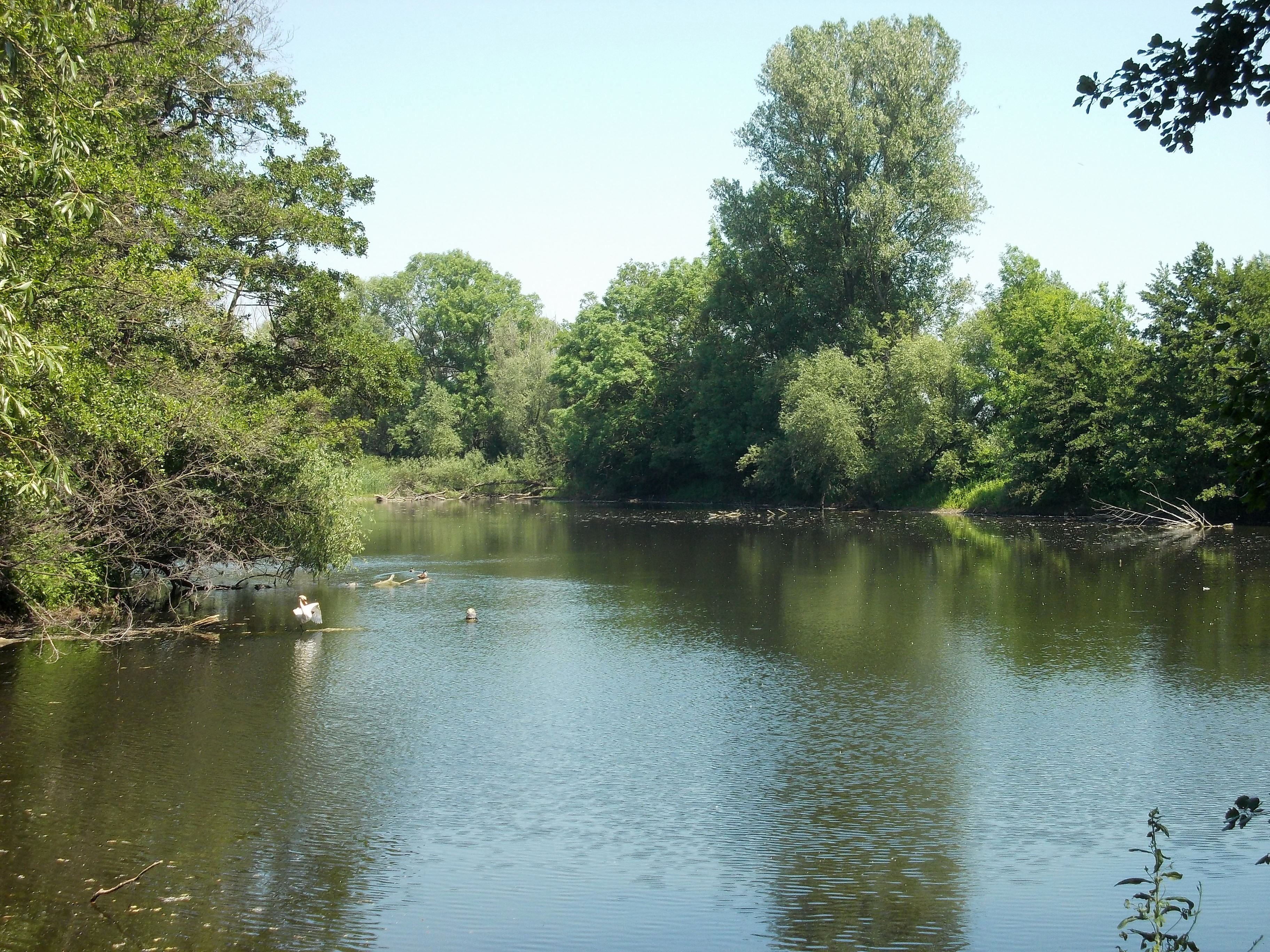